# Thomas Müller
Thomas Müller (Weilheim in Oberbayern, 13 de setembro de 1989) é um futebolista alemão que atua como segundo atacante ou meio-campista. Atualmente joga pelo Vancouver Whitecaps.
Considerado um dos grandes nomes da história do futebol alemão, é o terceiro jogador em atividade com mais gols em Copas do Mundo, com 10 gols, atrás apenas de Kylian Mbappé (12) e Lionel Messi (13). Fez parte de um seleto grupo de jogadores que participaram de partidas históricas, como o 7–1 contra o Brasil na Copa do Mundo de 2014, em que marcou um gol, além da goleada por 8–2 contra o Barcelona nas quartas de final da Liga dos Campeões da UEFA de 2019–20, onde marcou dois gols.

## Carreira

### Início no Bayern de Munique
Surgiu no time juvenil do Bayern, fazendo sua estreia no time principal na temporada 2009–10, em jogo válido pela Copa Audi, onde foi campeão derrotando o Milan na final. Müller foi também o artilheiro da competição com dois gols.
Logo em sua primeira temporada, além de ter sido eleito o Melhor Jogador Jovem da Bundesliga, o meia-atacante também entrou na seleção do Campeonato Alemão. Estes feitos fizeram com que fosse convocado para a Seleção Alemã, sendo chamado pelo técnico Joachim Löw para a Copa do Mundo de 2010, onde marcou cinco gols em seis jogos pela Alemanha, que terminou no terceiro lugar. Müller foi nomeado como o Melhor Jogador Jovem da Copa do Mundo FIFA e também ganhou a Chuteira de Ouro da Copa do Mundo da FIFA, que é entregue ao artilheiro do torneio, com cinco gols e três assistências. Após a Copa do Mundo, o alemão ganhou o prêmio de maior revelação da World Soccer e o Troféu Bravo, entregue ao melhor jogador da Europa com menos de 23 anos.
Desde os dez anos de idade no Bayern de Munique, Müller progrediu até equipe Sub-19 do Bayern, que terminou em segundo lugar na Bundesliga.
Após defender durante quase duas temporadas o time juvenil do Bayern, onde tornou-se o principal nome do elenco que disputava a 3. Fußball-Liga (3ª divisão alemã), Müller também foi chamado para jogar na equipe principal, que era comandada por Jürgen Klinsmann. O meia-atacante atuou na pré-temporada de amistosos do Bayern e estreou na Bundesliga no dia 15 de agosto de 2008, substituindo Miroslav Klose numa partida contra o Hamburgo. Já pela Liga dos Campeões da UEFA, Müller estreou na goleada por 7–1 contra o Sporting, substituindo Bastian Schweinsteiger aos 72 minutos. Nessa mesma partida marcou seu primeiro gol pela equipe principal do Bayern de Munique e seu primeiro gol na Liga dos Campeões da UEFA, sendo o sétimo o seu gol.

### 2009–10: titularidade
No começo da temporada 2009–10, quando Louis van Gaal foi nomeado técnico do Bayern, Müller logo tornou-se um dos nomes promissores da equipe após terminar como artilheiro da Copa Audi. O torneio preparatório foi realizado no Allianz Arena, e o jovem alemão marcou seus dois gols na goleada por 4–1 sobre o Milan. O meia-atacante acabou não sendo titular da equipe no início da temporada, mas frequentemente entrava no decorrer do segundo tempo. Na partida contra o rival Borussia Dortmund, um dia antes de completar 20 anos de idade, Müller marcou dois gols na goleada por 5–1. Voltou a balançar as redes três dias depois, dessa vez pela Liga dos Campeões da UEFA, na vitória por 3–0 sobre o Maccabi Haifa, de Israel. O meia-atacante fechou o mês de setembro sendo eleito o melhor jogador do mês, recebendo elogios do ex-atacante alemão Gerd Müller. Em fevereiro de 2010, Müller assinou um novo contrato com o Bayern de Munique até 2013.
De início apenas uma aposta do treinador Louis van Gaal, o meia-atacante acabou se tornando mais importante para o elenco do Bayern, principalmente atuando com Franck Ribéry e Arjen Robben. Ao lado dos companheiros que atuavam pelas pontas, Müller marcou seu primeiro hat-trick na carreira contra o Bochum, garantindo o título da Bundesliga de 2009–10. O alemão teve bons números na Bundesliga: disputou todas as 34 partidas (sendo titular em 29), marcou 13 gols e deu 11 assistências. Uma semana após o término do campeonato, o Bayern enfrentou o Werder Bremen na final da Copa da Alemanha. Müller iniciou a partida como titular, foi substituído no final do segundo tempo e o Bayern goleou por 4–0, garantindo assim o segundo título na temporada. Müller foi o artilheiro do torneio com quatro gols, além de ter distribuído duas assistências. Já pela Liga dos Campeões, o meia-atacante alemão foi um dos jogadores fundamentais para a vitória e a classificação do Bayern sobre o Manchester United nas quartas de final.
Voltou a disputar uma final poucos dias após o título da Copa da Alemanha, quando enfrentou a Internazionale na final da Liga dos Campeões. Müller iniciou a partida como titular e teve uma grande chance aos 30 minutos do primeiro tempo, mas seu chute foi defendido pelo goleiro Júlio César. O Bayern acabou perdendo por 2–0 e ficou com o vice europeu. Ainda assim, Müller foi um dos principais jogadores do clube alemão na temporada, marcando 19 vezes nas 52 partidas disputadas. Em uma pesquisa realizada pela revista Kicker, o meia-atacante foi eleito o melhor jogador jovem da temporada.
Após disputar a Copa do Mundo FIFA de 2010, na qual foi um dos artilheiros, Thomas Müller foi eleito a revelação do ano segundo a revista World Soccer, ganhando a Chuteira de Ouro da Copa do Mundo FIFA. Devido ao destaque naquele ano, no dia 6 de agosto agosto o alemão renovou seu contrato com o Bayern por mais cinco temporadas, até 2015. Teve boa atuação no dia seguinte após a renovação, em jogo contra o Schalke 04 válido pela Supercopa da Alemanha. Müller marcou o primeiro gol da vitória por 2–0 que garantiu o primeiro título da temporada.

### 2011–14

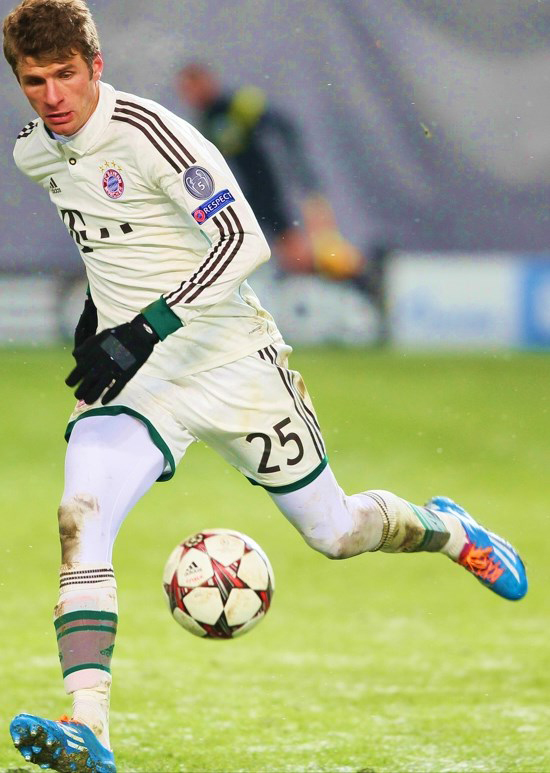
Müller atuando pelo Bayern em 2013

O meia-atacante conseguiu ainda mais destaque durante a temporada 2011–12, marcando gols importantes como na final da Liga dos Campeões da UEFA, na qual o Bayern acabou derrotado nos pênaltis pelo Chelsea mesmo jogando em casa.
Já na temporada 2012–13, conquistou a tríplice coroa (Bundesliga, Copa da Alemanha e Liga dos Campeões da UEFA) sob o comando do treinador Jupp Heynckes. Desta vez foi ainda mais participativo, atuando em quase todos os jogos e sendo decisivo na maioria deles. Pela Liga dos Campeões, Müller marcou um gol na vitória por 3–1 sobre o Arsenal em pleno Emirates Stadium, em jogo válido pelas oitavas de final, e também nos dois jogos contra a Juventus pelas quartas de final. No jogo de ida da semifinal, marcou o primeiro gol do jogo aos 23 minutos, ajudando o Bayern a golear o Barcelona na Allianz Arena por 4–0.
Fez gol no amistoso contra o Barcelona em agosto de 2013, no qual o time bávaro venceu por 2–0. Disputou a Supercopa da UEFA e a Supercopa da Alemanha, sagrando-se campeão da primeira em partida contra o Chelsea decidida nos pênaltis.
Na temporada 2013–14, sob o comando de Josep Guardiola, Müller foi artilheiro da Bundesliga e conquistou o título pelo Bayern. Também foi campeão da Copa da Alemanha, marcando na final da competição. Já pela Liga dos Campeões da UEFA, marcou contra o Arsenal nas oitavas de final e contra o Manchester United nas quartas.

### 2015–2023
Foi novamente campeão nacional pelo Bayern no ano de 2015, faturando a Bundesliga. Teve boa atuação no dia 28 de abril, na semifinal da Copa da Alemanha, ao dar a assistência para Robert Lewandowski marcar o gol no empate em 1–1 contra o rival Borussia Dortmund, mas não conseguiu evitar a eliminação nos pênaltis. Já pela Liga dos Campeões, Müller marcou na goleada por 7–0 sobre o Shakhtar Donetsk, nas oitavas, e também no 6–1 contra o Porto, pelas quartas de final. No jogo de volta da semifinal, fez o gol que garantiu a vitória por 3–2 contra o Barcelona de Neymar, Luis Suárez e Lionel Messi.
Ampliou seu vínculo com o clube em dezembro de 2015, assinando um novo contrato até 2021.
Em abril de 2022, após a conquista da Bundesliga, Thomas Müller chegou a onze títulos da competição e tornou-se o maior campeão da história do Campeonato Alemão. O atacante marcou seu primeiro gol na temporada 2022–23 no dia 14 de agosto, na vitória por 2–0 contra o Wolfsburg, em jogo válido pela Bundesliga.

### Últimos anos no Bayern

#### 2023–24
Na temporada 2023–24, Thomas Müller seguiu atuando como peça experiente no elenco do Bayern de Munique, alternando entre a titularidade e o banco de reservas. No dia 6 de abril de 2024, durante uma partida válida pela Bundesliga, Müller atingiu a marca de 700 jogos com a camisa do Bayern de Munique. Na ocasião, foi titular na derrota por 3–2 para o Heidenheim, de virada. Já no dia 30 de abril, ao atuar no empate por 2–2 contra o Real Madrid, pelas semifinais da Liga dos Campeões, disputou sua 150ª partida na competição. Com isso, tornou-se o terceiro jogador a alcançar essa marca por um único clube, após Xavi e Iker Casillas. No jogo de volta, realizado no dia 8 de maio, chegou à sua 151ª partida na Champions, igualando o recorde de Xavi de mais jogos por um mesmo clube no torneio.
Pelo Campeonato Alemão, durante a rodada final da competição, contra o Hoffenheim, o atacante igualou o recorde do goleiro Sepp Maier de 473 partidas com a camisa do Bayern de Munique na Bundesliga.

#### 2024–25
Em 1 de setembro de 2024, Thomas Müller tornou-se oficialmente o recordista de partidas pelo clube ao atingir 710 jogos, superando Maier. A marca foi alcançada na vitória por 2–0 sobre o Freiburg, em que o atacante, vindo do banco de reservas, marcou um dos gols da partida.
Ao longo da temporada 2024–25, Müller continuou quebrando recordes. Em 16 de agosto, marcou os primeiros gols do Bayern na temporada ao anotar dois na goleada por 4–0 sobre o Ulm, pela Copa da Alemanha. Já no dia 25 de agosto, ao atuar na vitória por 3–2 sobre o Wolfsburg, que marcou a estreia dos Bávaros na Bundesliga, o veterano chegou à marca de 474 partidas na liga — recorde absoluto por um único jogador do Bayern de Munique.
No cenário europeu, disputou sua 152ª partida pela Liga dos Campeões da UEFA em 17 de setembro, superando Xavi como o jogador com mais aparições por um único clube na competição. Posteriormente, marcou contra o Shakhtar Donetsk e passou a integrar o seleto grupo de atletas que marcaram gols em 16 edições diferentes da Champions League, ao lado de Ryan Giggs e Cristiano Ronaldo — apenas Lionel Messi e Karim Benzema o superam nesse quesito.
No dia 20 de dezembro de 2024, após a goleada do Bayern de Munique por 5–1 sobre o RB Leipzig, Müller alcançou mais um feito histórico: tornou-se o primeiro jogador a participar de 350 vitórias na Bundesliga.

### Despedida
Em março de 2025, surgiram as primeiras notícias de que seu contrato não seria renovado. A confirmação veio no dia 5 de abril: Thomas Müller anunciou que deixaria o Bayern no fim da temporada, encerrando uma trajetória de 25 anos no clube. Após o anúncio, Müller continuou contribuindo em campo. Três dias depois, saiu do banco de reservas e marcou o gol de honra na derrota por 2–1 para a Internazionale, pelo jogo de ida das quartas de final da Liga dos Campeões. No jogo de volta, atuou como titular e capitão durante os 90 minutos, alcançando sua 163ª partida no torneio — igualando Lionel Messi como o terceiro atleta com mais partidas na história da competição. A eliminação veio após o empate em 2–2.
No dia 26 de abril, Thomas Müller atingiu a marca de 500 partidas disputadas pela Bundesliga em uma vitória por 3–0 contra o Mainz. No mês seguinte, conquistou seu 13º título do Campeonato Alemão, estendendo seu próprio recorde e igualando Ryan Giggs como o maior campeão das cinco grandes ligas europeias. Com a conquista, também empatou com Toni Kroos como o jogador alemão com mais títulos oficiais na carreira (34). Em 10 de maio, disputou sua última partida na Allianz Arena, celebrando seu 750º jogo pelo Bayern na vitória por 2–0 sobre o Borussia Mönchengladbach, ocasião em que ergueu o troféu da Bundesliga.
Sua despedida oficial aconteceu no Mundial de Clubes da FIFA. Em 15 de junho, Müller marcou duas vezes na goleada de 10–0 sobre o Auckland City, chegando a 250 gols pelo Bayern. Em 5 de julho, Thomas Müller encerrou sua trajetória pelo clube na derrota por 2–0 para o Paris Saint-Germain, válida pelas quartas de final do torneio.

### Vancouver Whitecaps
No dia 6 de agosto de 2025, o Vancouver Whitecaps, clube do Canadá que disputa a Major League Soccer, anunciou a contratação de Thomas Müller. O jogador assinou um contrato com a equipe até o fim da temporada, com a opção de extensão até o final de 2026. De acordo com a ESPN, para garantir a contratação do jogador, o Vancouver precisou fechar um acordo com o FC Cincinnati, que detinha os chamados "direitos de descoberta" do jogador — mecanismo previsto nas regras da MLS. O negócio foi fechado por até US$ 400 mil (cerca de R$ 2,1 milhões) em "dinheiro de alocação geral".

## Seleção Nacional
Continuando seu bom desempenho na temporada 2009–10, a imprensa começou a considerar sua convocação para a Seleção Alemã, o que aconteceu em novembro do mesmo ano, para o amistoso contra a Costa do Marfim. Porém, com o suicídio do goleiro Robert Enke e o cancelamento da partida anterior, acabou perdendo a chance de estrear, continuando apenas defendendo as categorias de base. Ainda assim não demorou muito, e Müller conseguiu estrear com a camisa da Nationalelf numa partida contra a Argentina, em março do ano seguinte. Tendo iniciado a partida como titular, acabou sendo substituído aos 66 minutos por Toni Kroos, seu companheiro de Bayern (que também estreava com a camisa germânica). A Alemanha acabou perdendo por 1–0.

### Copa do Mundo de 2010

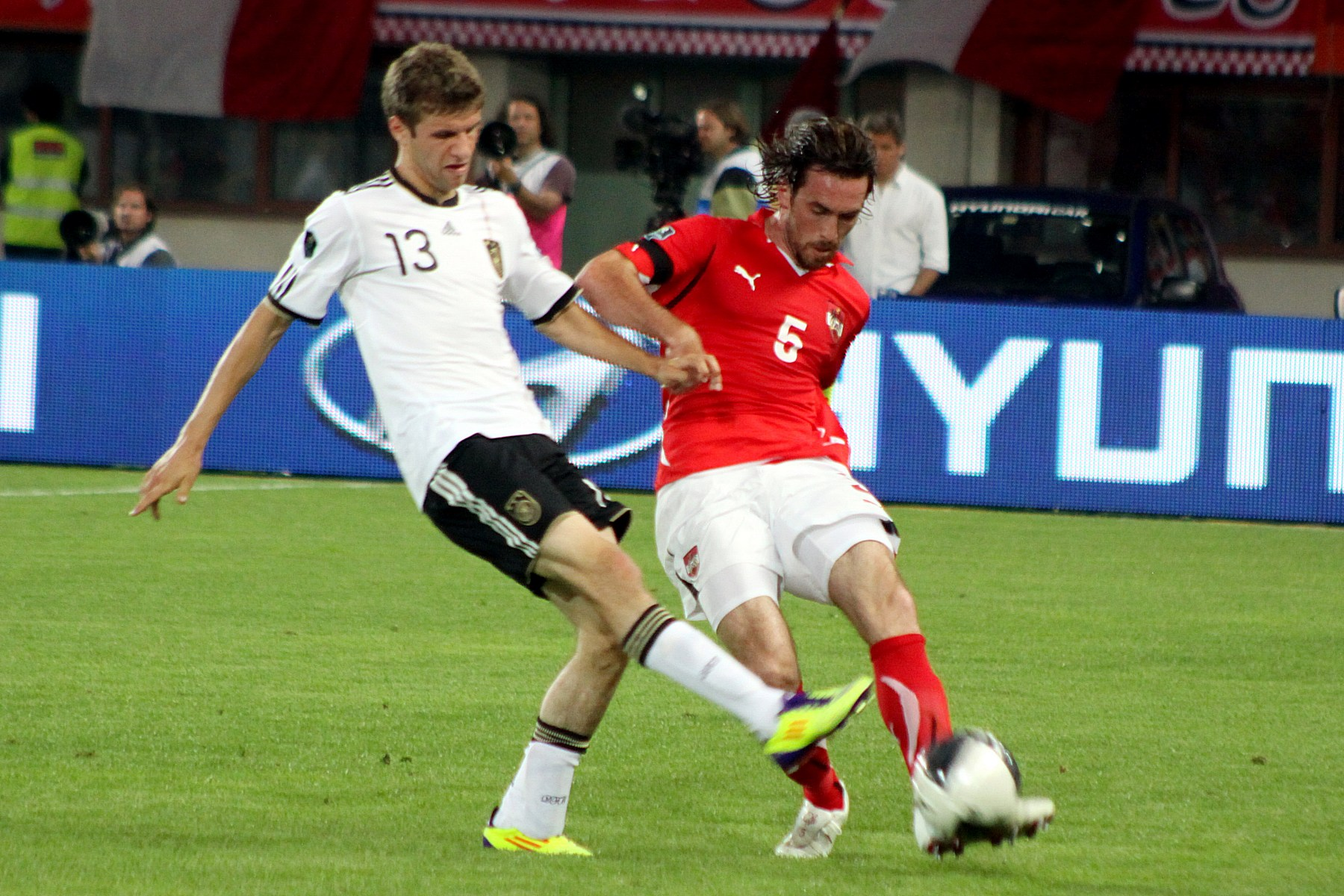
Müller disputando a bola com o austríaco Christian Fuchs, durante partida pelas eliminatórias da Euro 2012

Convocado pelo treinador Joachim Löw, Müller integrou o elenco alemão para a Copa do Mundo de 2010. O meia-atacante recebeu a camisa de número 13, anteriormente pertencente a Michael Ballack (fora do torneio por conta de uma lesão) e que durante anos pertenceu a Gerd Müller.
Em sua primeira Copa do Mundo, estreou como titular na primeira partida, contra a Austrália. Com uma grande atuação durante os noventa minutos, deu o passe para o primeiro gol germânico na Copa, de seu ex-companheiro de Bayern, Lukas Podolski, aos oito minutos. Sessenta minutos após o passe, anotou seu primeiro tento na Copa, o terceiro da Alemanha na vitória por 4–0. Voltou a marcar novamente apenas em sua quarta partida na Copa, quando balançou a rede da Inglaterra duas vezes, aos 67 minutos de partida e três minutos depois, na vitória por 4–1. Marcou seu quarto tento logo aos três minutos na partida seguinte, na goleada por 4–0 sobre a Argentina. Após ficar de fora da partida das semifinais contra a Espanha, retornou na disputa do terceiro lugar contra o Uruguai, marcando o primeiro tento na vitória por 3–2. Thomas Müller também terminou como artilheiro com cinco juntamente com David Villa, da Espanha, Wesley Sneijder, dos Países Baixos e Diego Forlán, do Uruguai, recebendo a Chuteira de Ouro por distribuir mais assistências que os demais, além de terminar como líder em assistências, com três. Também foi eleito o melhor em campo nas partidas contra a Inglaterra e o Uruguai, e ainda foi considerado a revelação do torneio.

### Euro 2012
Thomas Müller participou de todos os 10 jogos da Alemanha nas Eliminatórias para a Euro 2012. Convocado por Joachim Löw, o atacante também atuou em todas as partidas na Euro, porém sua Seleção foi derrotada pela Itália na semifinal. Além da eliminação, Müller, que não balançou as redes durante o torneio, sofreu com as críticas.

### Copa do Mundo de 2014

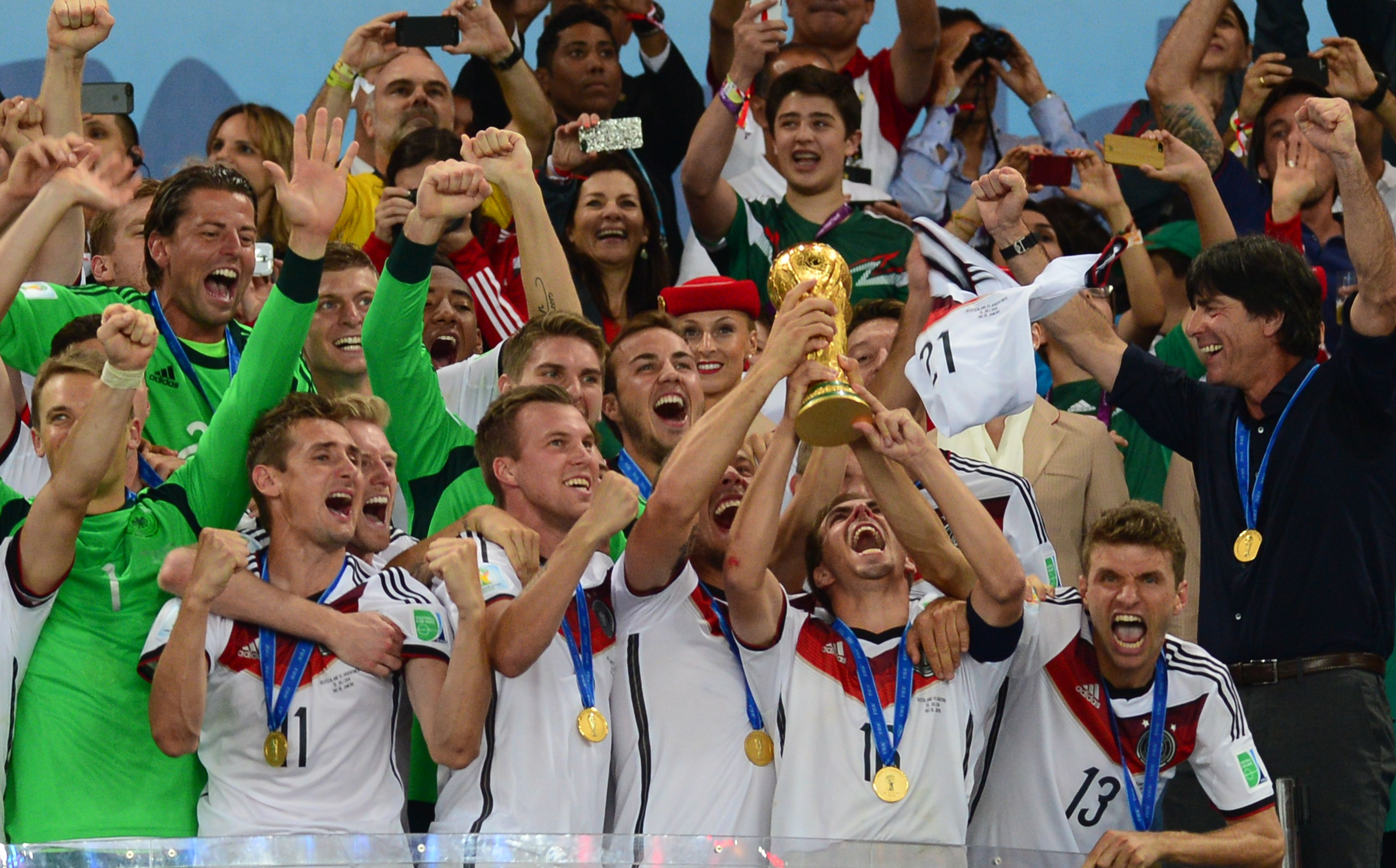
Jogadores alemães celebrando a conquista da Copa do Mundo no Brasil

Posicionada no Grupo G da Copa do Mundo FIFA de 2014, a Seleção Alemã classificou-se em primeiro lugar, com Müller registrando um hat-trick sobre Portugal e o gol da vitória por 1–0 sobre os Estados Unidos na terceira rodada. O jogador marcou seu quinto gol no torneio na semifinal, na histórica goleada por 7–1 contra o Brasil no Estádio Mineirão. Titular na final contra a Argentina, Müller não marcou, mas viu a Alemanha sagrar-se campeã mundial pela quarta vez. Eleito um dos melhores jogadores da competição, o meia-atacante recebeu a Bola de Prata da Copa do Mundo.

### Euro 2016
Müller e a Seleção Alemã chegaram à Euro 2016 com bastante moral após a conquista da Copa do Mundo de 2014, no Brasil. E apesar da Seleção ter feito uma ótima primeira fase e ter passado por Eslováquia e Itália (nos pênaltis), nas oitavas e quartas de final, respectivamente, acabou sendo eliminada pela França na semifinal, após uma derrota por 2–0. Müller passou a competição inteira sem marcar gols. Mesmo sendo um atacante de elite e tendo participado de duas edições da competição, o alemão não teve boa atuação na Euro.

### Copa do Mundo de 2018
Müller atuou nas três partidas da Alemanha no Grupo F da Copa do Mundo FIFA de 2018, mas os alemães terminaram em último lugar. Assim como a própria Seleção, o atacante apresentou um desempenho muito abaixo do esperado e não marcou gols na competição.

### Dispensa e retorno
Em 5 de março de 2019, antes de divulgar uma nova convocação, o treinador Joachim Löw anunciou por meio da Federação Alemã, que para abrir espaço para jogadores mais jovens, Müller, Jérôme Boateng e Mats Hummels não seriam mais convocados. Müller demonstrou insatisfação em postagem em seu perfil no Twitter, afirmando que tanto ele como Boateng e Hummels ainda estavam jogando em alto nível.
Depois de um tempo, Müller voltou a ser convocado para a Mannschaft, até participando da Copa do Mundo de 2022, realizada no Catar. Em janeiro de 2023, o jogador declarou em entrevista que sempre estaria disponível para a Seleção.
Em julho de 2024, após a eliminação da Alemanha nas quartas de final da Eurocopa, Thomas Müller confirmou sua aposentadoria da Seleção Alemã.

## Estilo de jogo
Amplamente citado como um jogador único, Thomas Müller "inventou" uma posição, sendo considerado um "Raumdeuter" (intérprete de espaços) no futebol alemão. Mesmo não tendo a maior potência física, é descrito como um dos jogadores mais inteligentes, tendo um dos melhores posicionamentos do futebol. Por também não ter uma posição específica no futebol convencional, é muito subestimado, sendo considerado por alguns o jogador mais subestimado da história.

## Estatísticas

### Clubes
Atualizadas até 23 de dezembro de 2023
| Equipe               | Temporada         | Campeonato nacional | Campeonato nacional | Campeonato nacional | Copa nacional | Copa nacional | Copa nacional | Competições continentais¹ | Competições continentais¹ | Competições continentais¹ | Outros torneios² | Outros torneios² | Outros torneios² | Total | Total | Total   |
| Equipe               | Temporada         | Jogos               | Gols                | Assist.             | Jogos         | Gols          | Assist.       | Jogos                     | Gols                      | Assist.                   | Jogos            | Gols             | Assist           | Jogos | Gols  | Assist. |
| -------------------- | ----------------- | ------------------- | ------------------- | ------------------- | ------------- | ------------- | ------------- | ------------------------- | ------------------------- | ------------------------- | ---------------- | ---------------- | ---------------- | ----- | ----- | ------- |
| Bayern de Munique II | 2007–08           | 3                   | 1                   | 0                   | -             | -             | -             | -                         | -                         | -                         | -                | -                | -                | 3     | 1     | 0       |
| Bayern de Munique II | 2008–09           | 32                  | 15                  | 1                   | -             | -             | -             | -                         | -                         | -                         | -                | -                | -                | 32    | 15    | 1       |
| Bayern de Munique II | Total             | 35                  | 16                  | 1                   | -             | -             | -             | -                         | -                         | -                         | -                | -                | -                | 35    | 16    | 1       |
| Bayern de Munique    | 2008–09           | 4                   | 0                   | 0                   | -             | -             | -             | 1                         | 1                         | 0                         | -                | -                | -                | 5     | 1     | 0       |
| Bayern de Munique    | 2009–10           | 34                  | 13                  | 9                   | 6             | 4             | 0             | 12                        | 2                         | 3                         | -                | -                | -                | 52    | 19    | 12      |
| Bayern de Munique    | 2010–11           | 34                  | 12                  | 12                  | 5             | 3             | 2             | 8                         | 3                         | 2                         | 1                | 1                | 0                | 48    | 19    | 16      |
| Bayern de Munique    | 2011–12           | 34                  | 7                   | 12                  | 5             | 2             | 3             | 12                        | 2                         | 2                         | 2                | 0                | 1                | 53    | 11    | 18      |
| Bayern de Munique    | 2012–13           | 28                  | 13                  | 11                  | 5             | 1             | 2             | 13                        | 8                         | 2                         | 1                | 1                | 0                | 47    | 23    | 15      |
| Bayern de Munique    | 2013–14           | 31                  | 13                  | 11                  | 5             | 8             | 0             | 12                        | 5                         | 1                         | 3                | 0                | 0                | 51    | 26    | 12      |
| Bayern de Munique    | 2014–15           | 32                  | 13                  | 11                  | 5             | 1             | 0             | 10                        | 7                         | 3                         | 1                | 0                | 0                | 48    | 21    | 14      |
| Bayern de Munique    | 2015–16           | 31                  | 20                  | 5                   | 5             | 4             | 3             | 12                        | 8                         | 3                         | 1                | 0                | 0                | 49    | 32    | 11      |
| Bayern de Munique    | 2016–17           | 29                  | 5                   | 12                  | 3             | 0             | 3             | 9                         | 3                         | 0                         | 1                | 1                | 0                | 42    | 9     | 15      |
| Bayern de Munique    | 2017–18           | 29                  | 8                   | 13                  | 5             | 4             | 0             | 10                        | 3                         | 2                         | 1                | 0                | 0                | 45    | 15    | 15      |
| Bayern de Munique    | 2018–19           | 32                  | 6                   | 9                   | 6             | 3             | 1             | 6                         | 0                         | 0                         | 1                | 0                | 1                | 45    | 9     | 11      |
| Bayern de Munique    | 2019–20           | 33                  | 8                   | 21                  | 6             | 2             | 2             | 10                        | 4                         | 2                         | 1                | 0                | 0                | 50    | 14    | 25      |
| Bayern de Munique    | 2020–21           | 32                  | 11                  | 19                  | 2             | 1             | 0             | 9                         | 2                         | 2                         | 3                | 1                | 0                | 46    | 15    | 21      |
| Bayern de Munique    | 2021–22           | 32                  | 8                   | 18                  | 2             | 0             | 0             | 10                        | 4                         | 3                         | 1                | 1                | 0                | 45    | 13    | 21      |
| Bayern de Munique    | 2022–23           | 27                  | 7                   | 8                   | 4             | 0             | 3             | 8                         | 1                         | 1                         | 1                | 0                | 0                | 40    | 8     | 12      |
| Bayern de Munique    | 2023–24           | 13                  | 1                   | 6                   | 1             | 1             | 0             | 5                         | 0                         | 1                         | -                | -                | -                | 19    | 2     | 7       |
| Bayern de Munique    | Total             | 455                 | 145                 | 177                 | 65            | 34            | 19            | 147                       | 53                        | 27                        | 18               | 5                | 2                | 685   | 237   | 225     |
| Total na carreira    | Total na carreira | 490                 | 161                 | 178                 | 65            | 34            | 19            | 147                       | 53                        | 27                        | 18               | 5                | 2                | 720   | 253   | 226     |

1.^ Jogos da Liga dos Campeões da UEFA. 
2.^ Jogos da Qualificação da Liga dos Campeões da UEFA, Supercopa da UEFA, Supercopa da Alemanha e Mundial de Clubes. 

### Seleção Alemã
Atualizadas até 23 de dezembro de 2023
| Ano   | Jogos | Gols | Assist. |
| ----- | ----- | ---- | ------- |
| 2010  | 12    | 5    | 3       |
| 2011  | 13    | 5    | 1       |
| 2012  | 13    | 0    | 6       |
| 2013  | 9     | 6    | 1       |
| 2014  | 15    | 10   | 3       |
| 2015  | 6     | 5    | 1       |
| 2016  | 15    | 5    | 6       |
| 2017  | 6     | 1    | 3       |
| 2018  | 11    | 1    | 0       |
| 2021  | 10    | 4    | 4       |
| 2022  | 11    | 2    | 0       |
| 2023  | 5     | 1    | 0       |
| Total | 126   | 45   | 28      |

### Gols pela Seleção Alemã
|     | Data                   | Lugar                                                      | Oponente       | Gol | Placar | Competição                       |
| --- | ---------------------- | ---------------------------------------------------------- | -------------- | --- | ------ | -------------------------------- |
| 1.  | 13 de junho de 2010    | Estádio Moses Mabhida, Durban, África do Sul               | Austrália      | 3–0 | 4–0    | Copa do Mundo de 2010            |
| 2.  | 27 de junho de 2010    | Free State Stadium, Bloemfontein, África do Sul            | Inglaterra     | 3–1 | 4–1    | Copa do Mundo de 2010            |
| 3.  | 27 de junho de 2010    | Free State Stadium, Bloemfontein, África do Sul            | Inglaterra     | 4–1 | 4–1    | Copa do Mundo de 2010            |
| 4.  | 3 de julho de 2010     | Cape Town Stadium, Cidade do Cabo, África do Sul           | Argentina      | 1–0 | 4–0    | Copa do Mundo de 2010            |
| 5.  | 10 de julho de 2010    | Nelson Mandela Bay Stadium, Porto Elizabeth, África do Sul | Uruguai        | 1–0 | 3–2    | Copa do Mundo de 2010            |
| 6.  | 26 de março de 2011    | Fritz-Walter-Stadion, Kaiserslautern, Alemanha             | Cazaquistão    | 2–0 | 4–0    | Eliminatórias da Eurocopa 2012   |
| 7.  | 26 de março de 2011    | Fritz-Walter-Stadion, Kaiserslautern, Alemanha             | Cazaquistão    | 3–0 | 4–0    | Eliminatórias da Eurocopa 2012   |
| 8.  | 7 de outubro de 2011   | Turk Telekom Arena, Istambul, Turquia                      | Turquia        | 2–0 | 1–3    | Eliminatórias da Eurocopa 2012   |
| 9.  | 11 de novembro de 2011 | Olympic Stadium, Kiev, Ucrânia                             | Ucrânia        | 3–3 | 3–3    | Amistoso                         |
| 10. | 15 de novembro de 2011 | Volksparkstadion, Hamburgo, Alemanha                       | Países Baixos  | 1–0 | 3–0    | Amistoso                         |
| 11. | 6 de Fevereiro de 2013 | Stade de France, Paris, França                             | França         | 1–1 | 2–1    | Amistoso                         |
| 12. | 22 de março de 2013    | Astana Arena, Astana, Cazaquistão                          | Cazaquistão    | 1–0 | 3–0    | Eliminatórias Copa do Mundo 2014 |
| 13. | 22 de março de 2013    | Astana Arena, Astana, Cazaquistão                          | Cazaquistão    | 3–0 | 3–0    | Eliminatórias Copa do Mundo 2014 |
| 14. | 14 de agosto de 2013   | Fritz-Walter-Stadion, Kaiserslautern, Alemanha             | Paraguai       | 2–2 | 3–3    | Amistoso                         |
| 15. | 6 de setembro de 2013  | Allianz Arena, Munique, Alemanha                           | Áustria        | 3–0 | 3–0    | Eliminatórias Copa do Mundo 2014 |
| 16. | 10 de setembro de 2013 | Tórsvøllur, Tórshavn, Ilhas Faroé                          | Ilhas Faroé    | 3–0 | 3–0    | Eliminatórias Copa do Mundo 2014 |
| 17. | 1 de junho de 2014     | Borussia-Park, Mönchengladbach, Alemanha                   | Camarões       | 1–1 | 2–2    | Amistoso                         |
| 18. | 16 de junho de 2014    | Arena Fonte Nova, Salvador, Brasil                         | Portugal       | 1–0 | 4–0    | Copa do Mundo de 2014            |
| 19. | 16 de junho de 2014    | Arena Fonte Nova, Salvador, Brasil                         | Portugal       | 3–0 | 4–0    | Copa do Mundo de 2014            |
| 20. | 16 de junho de 2014    | Arena Fonte Nova, Salvador, Brasil                         | Portugal       | 4–0 | 4–0    | Copa do Mundo de 2014            |
| 21. | 26 de junho de 2014    | Arena Pernambuco, São Lourenço da Mata, Brasil             | Estados Unidos | 1–0 | 1–0    | Copa do Mundo de 2014            |
| 22. | 8 de julho de 2014     | Estádio Mineirão, Belo Horizonte, Brasil                   | Brasil         | 1–0 | 7–1    | Copa do Mundo de 2014            |
| 23. | 7 de setembro de 2014  | Signal Iduna Park, Dortmund, Alemanha                      | Escócia        | 1–0 | 2–1    | Eliminatórias da Eurocopa 2016   |
| 24. | 7 de setembro de 2014  | Signal Iduna Park, Dortmund, Alemanha                      | Escócia        | 2–1 | 2–1    | Eliminatórias da Eurocopa 2016   |
| 25. | 14 de novembro de 2014 | Grundig Stadion, Nuremberg, Alemanha                       | Gibraltar      | 1–0 | 4–0    | Eliminatórias da Eurocopa 2016   |
| 26. | 14 de novembro de 2014 | Grundig Stadion, Nuremberg, Alemanha                       | Gibraltar      | 2–0 | 4–0    | Eliminatórias da Eurocopa 2016   |
| 27. | 29 de março de 2015    | Estádio Boris Paichadze, Tbilisi, Geórgia                  | Geórgia        | 2–0 | 2–0    | Eliminatórias da Eurocopa 2016   |
| 28. | 4 de setembro de 2015  | Commerzbank-Arena, Frankfurt, Alemanha                     | Polónia        | 1–0 | 3–1    | Eliminatórias da Eurocopa 2016   |
| 29. | 7 de setembro de 2015  | Hampden Park, Glasgow, Escócia                             | Escócia        | 1–0 | 3–2    | Eliminatórias da Eurocopa 2016   |
| 30. | 7 de setembro de 2015  | Hampden Park, Glasgow, Escócia                             | Escócia        | 2–1 | 3–2    | Eliminatórias da Eurocopa 2016   |
| 31. | 11 de outubro de 2015  | Red Bull Arena, Leipzig, Alemanha                          | Geórgia        | 1–0 | 2–1    | Eliminatórias da Eurocopa 2016   |
| 32. | 4 de junho de 2016     | Veltins-Arena, Gelsenkirchen, Alemanha                     | Hungria        | 2–0 | 2–0    | Amistoso                         |
| 33. | 4 de setembro de 2016  | Ullevaal Stadion, Oslo, Noruega                            | Noruega        | 1–0 | 3–0    | Eliminatórias Copa do Mundo 2018 |
| 34. | 4 de setembro de 2016  | Ullevaal Stadion, Oslo, Noruega                            | Noruega        | 3–0 | 3–0    | Eliminatórias Copa do Mundo 2018 |
| 35. | 8 de outubro de 2016   | Volksparkstadion, Hamburgo, Alemanha                       | Tchéquia       | 1–0 | 3–0    | Eliminatórias Copa do Mundo 2018 |
| 36. | 8 de outubro de 2016   | Volksparkstadion, Hamburgo, Alemanha                       | Tchéquia       | 3–0 | 3–0    | Eliminatórias Copa do Mundo 2018 |
| 37. | 26 de março de 2017    | Estádio Tofiq Bahramov, Baku, Azerbaijão                   | Azerbaijão     | 2–1 | 4–1    | Eliminatórias Copa do Mundo 2018 |
| 38. | 23 de março de 2018    | Esprit Arena, Düsseldorf, Alemanha                         | Espanha        | 1–1 | 1–1    | Amistoso                         |

## Títulos
Bayern de Munique
- Bundesliga: 2009–10, 2012–13, 2013–14, 2014–15, 2015–16, 2016–17, 2017–18, 2018–19, 2019–20, 2020–21, 2021–22, 2022–23 e 2024–25[75]
- Copa da Alemanha: 2009–10, 2012–13, 2013–14, 2015–16, 2018–19 e 2019–20
- Supercopa da Alemanha: 2010, 2012, 2016, 2017, 2018, 2020, 2021 e 2022
- Liga dos Campeões da UEFA: 2012–13 e 2019–20
- Supercopa da UEFA: 2013 e 2020
- Copa do Mundo de Clubes da FIFA: 2013 e 2020

Seleção Alemã
- Copa do Mundo FIFA: 2014

### Prêmios individuais
- Chuteira de Ouro da Copa do Mundo FIFA: 2010[76]
- Melhor Jogador Jovem da Copa do Mundo FIFA: 2010
- Equipe Ideal da Copa do Mundo FIFA: 2010
- Melhor Jogador Jovem do Mundo pela revista World Soccer: 2010
- Troféu Bravo: 2010
- Bola de Prata da Copa do Mundo FIFA: 2014
- Chuteira de Prata da Copa do Mundo FIFA: 2014
- Equipe Ideal da Copa do Mundo FIFA: 2014[77]
- Equipe Ideal da Bundesliga: 2017–18,[78] 2019–20[79] e 2020–21
- Ordem do Mérito da Baviera: 2019[80]
- Equipe Ideal da Liga dos Campeões da UEFA: 2019–20[81]
- Homem do jogo da Supercopa da UEFA: 2020[82]
- Jogador do Mês da Bundesliga: janeiro de 2022[83]
- Jogador do Ano do Bayern de Munique da temporada 2021–22

### Artilharias
- Copa da Alemanha: 2009–10 (4 gols) e 2013–14 (8 gols)
- Copa do Mundo FIFA de 2010 (5 gols)
- Supercopa da Alemanha: 2010 (1 gol), 2012 (1 gol), 2016 (1 gol) 2020 (1 gol) e 2021 (1 gol)

### Líder de assistências
- Bundesliga: 2017–18 (14 assistências), 2019–20 (21 assistências), 2020–21 (20 assistências) e 2021–22 (18 assistências)
- Copa da Alemanha: 2015–16 (3 assistências) e 2016–17 (3 assistências)

### Recordes
- Jogador que mais atuou pelo Bayern de Munique: 756 partidas[34]